# Schizomitrium tenerrimum
Schizomitrium tenerrimum là một loài Rêu trong họ Hookeriaceae. Loài này được (E.B. Bartram) H.A. Crum mô tả khoa học đầu tiên năm 1984.